# Wildlife Park 3
Wildlife Park 3 è un videogioco di simulazione gestionale in cui il giocatore deve costruire e gestire uno zoo, sviluppato dalla Deep Silver e pubblicato dalla B-Alive per Microsoft Windows nel marzo 2011. È il secondo sequel di Wildlife Park.